# 구스타프 노스케
구스타프 노스케(독일어: Gustav Noske, 1868년 7월 9일 ~ 1946년 11월 30일)는 독일의 정치인으로, 독일 사회민주당(SPD) 소속이었다. 그는 1919년에서 1920년까지 바이마르 공화국의 초대 국가방위성 장관을 역임했다.
노스케는 독일 사회민주주의 운동의 일원이었으나 제1차 세계 대전에 찬성했고, 바이마르 공화국 때는 군과 준군사조직을 동원해 공산주의자들의 1919년 봉기를 유혈진압했기 때문에 매우 논쟁적인 인물이다. 그는 공산주의자들을 진압하는 과정에서 자신이 충성을 바치는 공화국을 근본적으로 혐오하는 군부와 타협, 제휴했다.
나치 독일 정권이 수립된 뒤에는 독일 내의 반나치 운동인 비더슈탄트에 가담했다가 7월 20일 음모 이후 게슈타포에게 체포당해 강제수용소에 투옥되었다. 나치가 패망하면서 연합군에 의해 해방되었으나, 종전 불과 1년 뒤인 1946년 급사하였다.

## 어린 시절
노스케는 1868년 7월 9일 프로이센의 브란덴부르크안데어하벨에서 태어났다. 아버지 카를 노스케(1838년생)는 방직공이었고, 어머니 엠마 헤어비히(1843년)는 육체노동자였다. 1874년에서 1882년 사이 초등학교와 중등학교를 졸업했다. 1882년에서 1886년 사이 실업학교에서 바구니 제조 기술을 배워 직인이 되어서 프랑크푸르트, 암스테르담, 레그니챠 등지를 떠돌아다녔다. 1884년 노스케는 독일 사회민주당(SPD)에 입당하고 노동조합원이 되었다. 1892년, 노스케는 사민당 브란덴부르크 도당 의장으로 선출된다
1891년 브란덴부르크에서 마르타 티엘(Martha Thiel, 1872년 ~ 1949년)과 결혼한다. 사이에는 1남 2녀를 두었다.
1897년에서 1902년 사이 노스케는 지역 정치인이자 브란덴브르크-쾨니히스베르크 지역의 사회민주당 기관지 편집장으로 열성적으로 일했다. 1902년에서 1918년 사이에는 켐니츠에서 《인민의 시대》(Volksstimme) 지의 주필이 되었다. 1906년, 노스케는 국가의회 의원직에 사민당 후보로 출마하여 당선되었고, 1918년까지 의원으로 재임하면서 켐니츠 지역 유권자들의 이해를 대변하였다. 사민당 내에서 그는 해군, 식민지 등의 문제에 식견이 깊은 군사통으로 통했다. 1914년, 그는 《식민정치와 사회민주주의》(Kolonialpolitik und Sozialdemokratie)를 출판해 독일의 식민주의를 옹호했다. 그는 사민당 내에서 근본적 이론적 논쟁에는 별 흥미가 없고, 현재의 체제 내에서 정치적 목적을 성취하는 것을 우선시하는 개량주의자에 속했다.

## 제1차 세계 대전
제1차 세계 대전 당시 노스케는 프리드리히 에베르트, 필리프 샤이데만과 함께 사민당 내 보수파를 형성했으며, 전쟁을 방어 수단으로서 지지하였다. 노스케는 전시 공채 발행을 지지했으며, 때로는 의회에서 더욱 강경한 정치적 입장을 주장하기도 했다. 1916년에서 1918년에 걸쳐 노스케는 정부의 ‘군사조달 및 도급에 의한 관련 초과이득 조사위원회’의 의회 대변인을 지냈다. 이 지위 덕분에 노스케는 관련 사업을 해결하고 의회에서 권위를 확장할 수 있었다.
1918년, 노스케는 사민당 지도부의 일원이 되었다. 11월 초 킬 군항의 반란이 시작되자 신임 제국수상 막스 공자는 반란 수병들과 협상하라고 노스케를 킬로 파견했다. 반란자들은 사회민주당원인 노스케가 자신들을 지지하러 와 줬다고 지레짐작하고 그를 환영하면서 소비에트 의장으로 추대했다.:65 반란자들의 지도자가 된 노스케는 며칠 안에 장교들의 권위를 회복하고 반란 가담자들이 본래의 업무로 돌아가도록 하는 데 성공했다. 막스 공자와 그 후임자인 에베르트(노스케와 개인적 친구이기도 했던)는 노스케의 성과에 매우 흡족해했다.:72–73 노스케는 12월까지 킬에 머물렀다.
이후 독일 11월 혁명으로 제국이 무너지고 공화국 이행을 위한 혁명정부가 들어섰으나, 1918년 크리스마스 직전에 벌어진 인민해병사단(Volksmarinedivision)의 반란 시도로 인해 그달 말 독립사민당(USPD) 계열 대표자들이 혁명정부의 인민대표평의회에서 탈퇴했다. 12월 30일 노스케가 그들의 빈자리를 대신했다. 혁명정부에서 노스케는 군사 관련 업무를 맡았다.

## 혁명기와 전간기

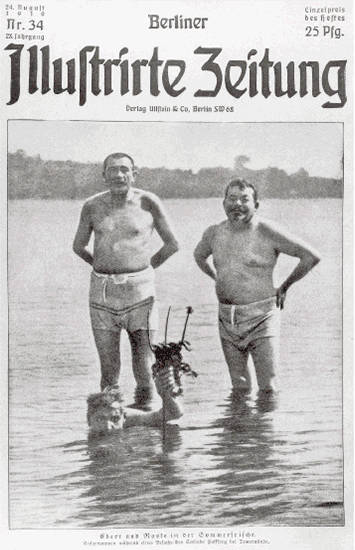
노스케와 에베르트의 악명높은 "수영복 사진". 1919년 7월 16일.

1919년 1월, 노스케와 노스케가 장악한 자유군단은 소위 스파르타쿠스단 봉기를 진압했다. 사태는 사소한 사건에서 시작되었다. 독립사민당 당원이었던 베를린 경찰국장이 자신의 해고에 불복했다.:155 독립사민당은 경찰국장에게 연대를 표하기 위해 시위를 계획했는데, 막상 시위 예정일인 1월 5일이 되어 보니 시내에 모인 사람들의 수가 수십만에 이르자 자신들도 놀랐다. 시위 군중들 중 많은 수가 무장을 하고 있었다. 그들은 신문사와 철도역을 포위했고, 독립사민당과 공산당(KPD) 지도부는 에베르트의 혁명정부를 전복시키기로 합의하였다. 그러나 다음날이 되자 협조하리라고 생각했던 군부가 나서지 않았기에 시위 군중은 정부 건물 공격을 하지 못했다. 에베르트는 봉기 지도자들과 협상에 나섰지만, 동시에 군사행동을 준비했다. 노스케가 "자유군단(Freikorps)" 군단장으로 임명되었으며 에베르트는 베를린 일대의 정규군을 회유하여 정부측에 서도록 만들었다.:162 1월 9일에서 12일에 걸쳐 에베르트의 명령에 따라 정규군과 자유군단은 봉기를 성공적으로, 그리고 유혈낭자하게 진압했다.:163–168
며칠 뒤인 1919년 1월 15일, 발데마르 팝스트가 지휘하는 자유군단의 "정예기병친위사단"(Garde-Kavallerie-Schützendivision)이 카를 리프크네히트와 로자 룩셈부르크를 납치, 살해했다. 노스케는 사전에 개인적 명령을 내려 리프크네히트의 전화선을 감청했고, 리프크네히트의 일거수 일투족은 팝스트에게 보고되었다.:176
1919년 1월 19일 바이마르 국민회의의 제헌의원을 뽑는 선거가 시행되었다. 그 결과 1919년 2월 13일 에베르트가 신생 공화국의 초대 대통령이 되었고, 필리프 샤이데만이 초대 내각을 이끄는 총리가 되었다. 노스케는 국가방위성 장관이 되었다.
1919년 상반기에 에베르트와 노스케는 베를린에서 했던 일을 독일 전역에서 반복했다. 급진 좌파의 봉기는 무력을 동원해 철저하게 진압되었고, 그 과정에서 정규군과 준군사조직인 자유군단이 모두 활동했다.:183–196
샤이데만 내각과 바우어 내각의 국가방위성 장관으로서 노스케는 1918년의 패망 이후 처음에는 독일군의 재건을 감독했으나, 나중에는 베르사유 조약 체결을 지지했다. 이 조약의 결과 독일의 군사적 효용능력은 대폭 구속되었다. 1919년 여름부터 국가방위군 내부에서 쿠데타를 일으키자는 음모가 이루어졌다. 음모자들은 노스케에게 정부 전복 이후 독재자가 되어달라고 했으나, 노스케는 거부했다. 그러나 노스케는 그 이상 그들에게 적극적으로 반대하지 않았으며, 다른 장관들에게 이 사실을 알리지도 못했다.:216 노스케의 공화주의와 사회민주주의에 대한 진정성은 사실이었던 것 같으나, 그러면서도 그는 사법부의 반동분자들과 신생 군부에게 자신이 인기가 있는 편이라는 사실을 즐기는 모순적 태도를 보였다.
1920년 1월 20일부로 베르사유 조약이 효력을 발휘하기 시작했고, 독일군 병력은 100,000 명 이하로 제한되었다. 1920년 2월 28일 노스케는 독일의 조약 준수를 위한 "연합국간 군사제어위원회"(Interalliierte Militärkontrollkommission)의 명령에 따라 자유군단의 해병여단(Marinebrigaden) 중 " 에른하트 해병여단과 뢰벤펠트 해병여단을 해산했다. 국가방위군의 최선임 장군이었던 발터 폰 뤼트비츠는 이에 불복하고 카프 반란을 일으켰다. 노스케는 국가방위성 병무청 청장 한스 폰 젝트에게 정규군을 지휘하여 반란을 진압할 것을 부탁했다. 폰 젝트는 거부했고 사민당 정부는 베를린에서 달아났다. 그러나 사민당을 지지하는 노동조합들이 총파업을 일으키고, 관료들이 쿠데타 결과 집권한 새 총리 볼프강 카프를 거부함으로써 쿠데타 세력은 저절로 붕괴했다.:223–229
노동조합들은 총파업을 끝내는 조건 중 하나로 노스케를 국가방위성 장관에서 해임할 것을 요구했다. 또한 사민당 내부 일각에서도 노스케의 쿠데타 진압 시도가 성공적이지 못했던 것으로 인해 노스케에 대한 불만이 대두했다. 노스케는 1920년 3월 22일 사임하고, 민주당의 오토 게슬러가 그 후임으로 취임하였다. 이로써 노스케는 바이마르 공화국의 처음이자 마지막 사민당 국방장관이 되었다.

## 이후 경력과 사망
노스케는 1920년부터 하노버 주 주통령(Oberpräsident)을 지냈다. 그는 더욱 보수화되어 1925년과 1932년의 국가대통령(Reichpräsident) 선거에서 파울 폰 힌덴부르크를 지지했다. 그러나 그래도 사회민주당원이었던 그는 나치가 집권하자 1933년 10월 1일 해임당했다. 그 뒤 노스케는 프랑크푸르트로 이사갔다. 나치 집권 기간동안 다른 사회민주당원들과 접촉을 유지했으며, 1943년에는 반나치 쿠데타가 성공하면 카셀 지역의 대표자를 맡겠다고 자원하고 나섰다. 그러나 1944년 7월 20일 음모가 실패하자 노스케는 음모에 연루되었다는 의혹을 받고 쿠데타 진압 이틀 뒤인 7월 22일 게슈타포에게 체포된다. 제대로 재판도 받지 않고 라벤스브뤼크 강제 수용소에 수감되어 있다가, 연합군이 베를린에 진주하면서 해방되었다.
노스케는 미국에 가서 강연을 하기 위해 준비를 하던 중 1946년 11월 30일 하노버에서 뇌졸중으로 사망했다. 매장지는 하노버의 엔게조흐데 시립묘지이다.

## 평가
노스케는 “당대의 가장 단호한 인물이면서 동시에 가장 논쟁적 인물”이라고 불린다. 확실히 노스케는 신생 공화국의 “블러드하운드”가(노스케 본인의 표현) 되기를 자처했고, 덕분에 독일은 10월 혁명 이후의 러시아와 같은 총체적 혼돈과 무정부상태에 빠지는 것을 막을 수 있었다. 노스케가 살아있을 적인 1922년에 나온 《브리태니커 백과사전》은 그를 “위기의 순간에 필요한 단호한 인성과 거대한 에너지, 그리고 지략을 갖춘” 인물이라고 평가하고 있다. 그러나 다른 시각에서 보면 그는 “단순한 피아식별에 따른 정책을 수행한 원시적 야수”이며, “사랑과 폭력을 구분할 줄 모르는” 인간으로서 “SPD(사민당)보다 NSDAP(나치)에 더 어울리는 정신을 가진 사람”이라는 양면적 평가를 받고 있다.:185
현대 독일 사민당의 중도파를 이끌고 있는 정치인 요하네스 카르스는 구스타프 노스케가 자신의 정치적 롤모델 중 하나라고 말한 바 있다. 나치 정권하에서 사민당 지하조직을 유지하고 7월 20일 음모에 참여했다가 수용소 신세를 진 것이 비더슈탄트 활동으로 인정되어 독일 저항운동 기념관 인명록에 이름도 올라가 있다.